# Gerichtsbezirk Grulich
Der Gerichtsbezirk Grulich (tschechisch: soudní okres Králíky) war ein dem Bezirksgericht Grulich unterstehender Gerichtsbezirk im Kronland Böhmen. Er umfasste Gebiete im Nordosten Böhmens im damaligen Bezirk Senftenberg. Zentrum des Gerichtsbezirks war die Stadt Grulich (Králíky). Das Gebiet gehörte seit 1918 zur neu gegründeten Tschechoslowakei und ist seit 1993 Teil der Tschechischen Republik.

## Geschichte
Die ursprüngliche Patrimonialgerichtsbarkeit wurde im Kaisertum Österreich nach den Revolutionsjahren 1848/49 aufgehoben. An ihre Stelle traten die Bezirks-, Landes- und Oberlandesgerichte, die nach den Grundzügen des Justizministers geplant und deren Schaffung am 6. Juli 1849 von Kaiser Franz Joseph I. genehmigt wurde. Der Gerichtsbezirk Grulich gehörte zunächst zum Kreis Königgrätz und umfasste 1854 die 20 Katastralgemeinden Böhmisch Petersdorf, Deutsch Petersdorf, Grulich, Herrnsdorf, Lichtenau, Linsdorf, Mittellipka, Niedererlitz, Niederheidisch, Niederlipka, Niedermorau, Niederullersdorf, Obererlitz, Oberlipka, Obermorau, Rothfloß, Studenei, Wichstadtl, Wöllsdorf und Zöllnei. Der Gerichtsbezirk Grulich bildete im Zuge der Trennung der politischen von der judikativen Verwaltung ab 1868 gemeinsam mit dem Gerichtsbezirk Senftenberg (Žamberk) den Bezirk Senftenberg.
Im Gerichtsbezirk Grulich lebten 1869 15.515 Menschen, 1900 waren es auf Grund der Gebietsverluste nur noch 14.181 Personen. Der Gerichtsbezirk Grulich wies 1910 eine Bevölkerung von 13.606 Personen auf, von denen 13.007 Deutsch und 482 Tschechisch als Umgangssprache angaben. Im Gerichtsbezirk lebten zudem 117 Anderssprachige oder Staatsfremde.
Durch die Grenzbestimmungen des am 10. September 1919 abgeschlossenen Vertrages von Saint-Germain kam der Gerichtsbezirk Grulich vollständig zur neugegründeten Tschechoslowakei, wobei die Gerichtseinteilung bis 1938 im Wesentlichen bestehen blieb. Nach dem Münchner Abkommen wurde das Gebiet dem Landkreis Grulich bzw. des Sudetenland zugeschlagen. Nach dem Zweiten Weltkrieg wurde das Gebiet Teil des Okres Ústí nad Orlicí, zu dem es bis heute gehört. Nachdem die Bezirksbehörden im Zuge einer Verwaltungsreform 2003 ihre Verwaltungskompetenzen verloren, werden diese von den Gemeinden bzw. dem Pardubický kraj wahrgenommen, zu dem das Gebiet um Králíky nad Metují seit Beginn des 21. Jahrhunderts gehört.

## Gerichtssprengel
Der Gerichtssprengel umfasste 1910 die 19 Gemeinden Böhmisch Petersdorf (České Petrovice), Deutsch Petersdorf (Petrovice), Grulich (Králíky), Herrnsdorf (Heřmanice), Lichtenau (Lichkov), Linsdorf (Těchonín), Mittellipka (Prostřední Lipka), Niedererlitz (Dolní Orlice), Niederheidnisch (Dolní Hedeč), Niederlipka (Dolní Lipka), Niedermohrau (Dolní Morava), Niederullersdorf (Dolní Boříkovice), Obererlitz (Horní Orlice), Oberlipka (Horní Lipka), Obermohrau (Horní Morava), Rothfloß (Červený Potok), Wichstadtl (Mladkov), Wöllsdorf (Vlčkovice) und Zöllnei (Celné).